# Gleison Bremer
Gleison Bremer Silva Nascimento (født 18. marts 1997), kendt som bare Bremer, er en brasiliansk professionel fodboldspiller, som spiller for Serie A-klubben Juventus og Brasiliens landshold.

## Klubkarriere

### Atlético Mineiro
Bremer begyndte sin karriere hos Atlético Mineiro, hvor han gjorde sin førsteholdsdebut i juni 2017.

### Torino
Bremer skiftede i juli 2018 til Torino. Han fik i sin debutsæson meget begrænset spilletid, men fik i 2019-20 sæsonen sit store gennembrud, da han erstattede Emiliano Moretti, som var gået på pension, på førsteholdet. Fra dette punkt spillede han som fast mand for klubben.
Bremers bedste sæson for Torino kom i 2021-22, da han imponerede stort, og efter sæsonen blev han kåret til sæsonens bedste forsvarsspiller i Serie A.

### Juventus
Bremer skiftede i juli 2022 til lokalrivalerne Juventus.

## Landsholdskarriere
Bremer debuterede for Brasiliens landshold den 23. september 2022.

## Privat
Bremer er opkaldt efter hans fars ynglings fodboldspiller, tyske Andreas Brehme.

## Titler
Juventus
- Coppa Italia: 1 (2023-24)

Individulle
- Serie A Årets forsvarsspiller: 1 (2021-22)
- Serie A Årets hold: 3 (2021-22, 2022-23, 2023-24)